# Polymérisation par étapes
 (février 2007).
La polymérisation par étapes est un mécanisme de polymérisation qui procède par des étapes indépendantes. Les monomères avec deux ou plusieurs groupes fonctionnels réagissent pour former d'abord des dimères, ensuite des trimères et oligomères plus longs, et ensuite des polymères à chaine longue. Ce mécanisme est à distinguer de la polymérisation en chaîne, qui procède plutôt par l'addition successive et rapide de molécules sur un centre actif.
Deux types de polymérisations par étapes sont à distinguer :
- la plupart des polymérisations par étapes sont des polycondensations : chaque étape de la formation du polymère de condensation est une réaction de condensation qui se fait avec élimination de petites molécules (sous-produits) telles que H{\displaystyle _{2}}O, HCl, NH{\displaystyle _{3}} ou CH{\displaystyle _{3}}OH. Un exemple est la polycondensation des diamines et des diacides carboxyliques qui conduit à des polyamides (ou nylons) avec perte d'eau à chaque étape ;
- certaines polymérisations par étapes sont des polyadditions : chaque étape est une réaction d'addition qui se fait sans aucune élimination de petite molécule. Par exemple, la polyaddition par étapes des diols sur les diisocyanates conduit aux polyuréthanes.

La polymérisation par étapes est un procédé de synthèse très utilisé sur le plan industriel.

## Généralités
Les molécules initiales peuvent être de deux types :
- X-\/\/\-X : une molécule contient deux fonctions identiques, la formation du polymère se fait par la réaction de cette molécule avec une autre molécule possédant deux autres fonctions identiques Y-\/\/\-Y ;
- X-\/\/\-Y : une molécule contient deux fonctions différentes X et Y, la formation du polymère se fait par la réaction entre X et Y de deux molécules identiques.

Dans le cas d'une polycondensation, les monomères initiaux ne sont pas identiques aux motifs de répétition du polymère final, à cause de la perte des petites molécules dans les étapes de condensation.
Les molécules initiales réagissent pour donner de plus grosses molécules qui elles-mêmes pourront réagir et former des chaînes de plus en plus longues :
X-\/\/\-X-Y-\/\/\-X-\/\/\-Y
Exemple d'un polyamide : formation du nylon 6-6 par réaction entre l'acide hexanedioïque et l'hexaméthylènediamine, les deux groupes fonctionnels sont des groupes acide carboxylique et amine :
Ici le motif de répétition (à l'intérieur des crochets) est plus petit que la somme des deux monomères après la perte de deux molécules de H2O par motif répété.
Le nylon 6-6 est un polymère linéaire thermoplastique et semi-cristallin, avec une température de transition vitreuse Tv = 50 °C et un point de fusion Tf = 270 °C, utilisé par exemple comme fibre textile.
Pour qu'il y ait formation d'un polymère par polymérisation par étapes, il faut nécessairement que chaque molécule initiale possède au moins deux fonctions réactives. Ces molécules sont dites difonctionnelles. Pour considérer les caractéristiques d'un mélange de différentes molécules initiales, on introduit la notion de fonctionnalité moyenne.

## Notion de fonctions réactives et de fonctionnalité
Les polymérisations par étapes ont lieu si les monomères possèdent des fonctions réactives appropriées. Les principales fonctions réactives utilisées sont :
- les fonctions acide carboxylique et dérivées ;
- les fonctions alcool ;
- les fonctions amine ;
- etc.

La fonctionnalité est le nombre de fonctions réactives présentes dans les monomères et capable de participer à la croissance de la chaîne.
La fonctionnalité moyenne d'un mélange est obtenue par la formule
où ni est le nombre de molécules initiales pour chaque monomère participant à la réaction et fi sa fonctionnalité.
Si la fonctionnalité moyenne est inférieure à deux, la polymérisation s'arrêtera d'elle-même. Si elle est supérieure à deux, il y a de multiples possibilités de ramification ou formation de chaîne latérale. Il peut aussi y avoir une réticulation donnant un réseau tridimensionnel insoluble et infusible.

## Degré d'avancement d'une réaction de polymérisation par étapes
Soit N0, le nombre de molécules initiales. 
N0 × {\displaystyle {\bar {f}}} est alors le nombre de fonctions initiales.
Notons N le nombre de molécules initiales restant à l'instant t. À ce moment-là, 2 × (N0 - N) fonctions ont été consommées. On définit le degré d'avancement (ou taux de conversion) p à un instant t comme le rapport entre le nombre de fonctions chimiques consommées sur le nombre de fonctions chimiques initiales.
L'équation de Carothers permet d'évaluer le degré de polymérisation moyen et alors la masse molaire moyenne à partir de ce degré d'avancement.